# 湯煎

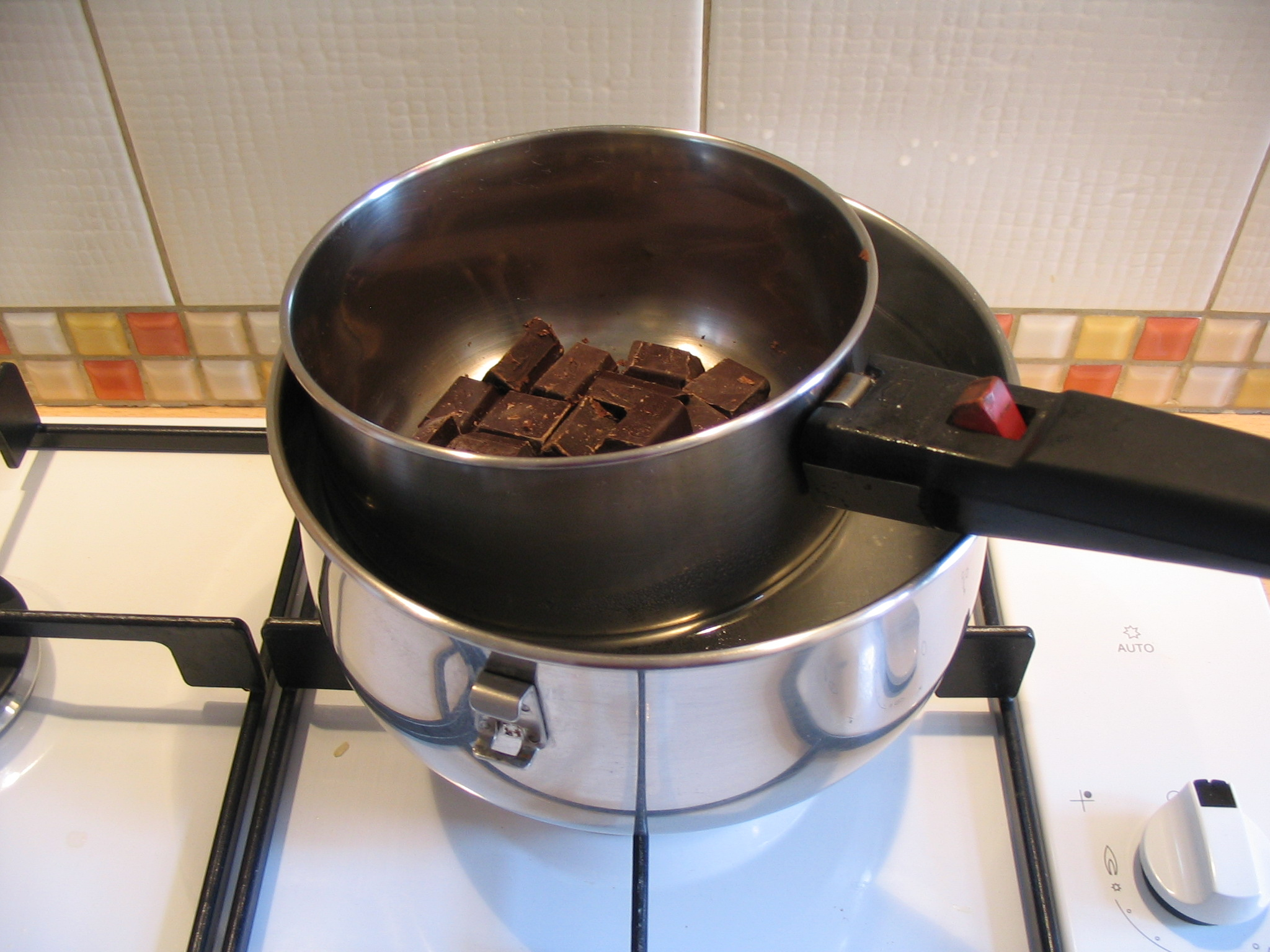
材料の湯煎

湯煎（ゆせん）とは、加熱調理や科学実験に用いられる間接的な加熱法。

## 調理方法
鍋等に湯を沸かし、その中に一回り小さい容器を入れて、内側の容器中で食材を容器ごと間接的に加熱する調理法のこと。
火で直接加熱するのではなく、湯を使い間接的に加熱を行うので温度が摂氏100度以上にはならず、焦げ付きの心配がない。緩やかに加熱したいときや、保温する時に使われる。
メレンゲの泡立てやチョコレートのテンパリングなど製菓の技法として利用頻度が高い。
レトルト食品や缶詰を鍋で温める際も湯煎で行われる。

## 科学実験
科学実験では可燃物の加熱の際に直接火で温めない湯煎や温風による加熱法が用いられる。例えば植物の葉の葉緑体をエタノールで脱色する実験では、エタノールを直接火にかけると引火するおそれがあるため、湯煎で間接的に加熱する。